# Behra-Porsche
Behra-Porsche – były zespół Formuły 1, startujący w niej w sezonach 1959 oraz 1960.
Zespół został założony przez francuskiego kierowcę, Jeana Behrę. W sezonie 1959, po Grand Prix Francji, z usług Behry zrezygnowało Ferrari. Behra postanowił sam zbudować bolid. Dokonał tego wraz z projektantem Valerio Colottim, używając części Porsche.
Samochód zadebiutował podczas Grand Prix Monako, ale Maria Teresa de Filippis nie zdołała zakwalifikować się do wyścigu. Behra miał zamiar wystartować swoim bolidem w Grand Prix Niemiec, ale prowadząc Porsche RSK zginął 1 sierpnia na torze AVUS tuż przed wyścigiem.
W wyścigu zespół zadebiutował podczas Grand Prix Argentyny w sezonie 1960, kiedy to jeżdżący dla niego Masten Gregory zajął 12. miejsce. W Grand Prix Włoch natomiast w barwach zespołu Behra-Porsche 10. miejsce zajął Fred Gamble. Po tym wyścigu zespół Behra-Porsche wycofał się z Formuły 1.

## Kierowcy zespołu
| Sezon | Kierowca                 | Zgłoszenia | Starty | Ukończył | Pkt. |
| ----- | ------------------------ | ---------- | ------ | -------- | ---- |
| 1959  | Maria Teresa de Filippis | 1          | 0      | 0        | 0    |
| 1959  | Jean Behra               | 1          | 0      | 0        | 0    |
| 1960  | Masten Gregory           | 1          | 1      | 0        | 0    |
| 1960  | Fred Gamble              | 1          | 1      | 0        | 0    |

## Podsumowanie startów
| Sezon | Bolid         | Silnik         | Zgłoszenia | Starty | Ukończono | Pkt. |
| ----- | ------------- | -------------- | ---------- | ------ | --------- | ---- |
| 1959  | Behra-Porsche | Porsche 1.5 B4 | 2          | 0      | 0         | 0    |
| 1960  | Behra-Porsche | Porsche 1.5 B4 | 2          | 2      | 0         | 0    |